# Północnoeuropejski Puchar Formuły Renault 2.0
| Północnoeuropejski Puchar Formuły Renault 2.0 | Północnoeuropejski Puchar Formuły Renault 2.0 |
| --------------------------------------------- | --------------------------------------------- |
| Kategoria                                     | Wyścigi samochodowe                           |
| Region                                        | Europa                                        |
| Pierwszy sezon                                | 1991                                          |
| Samochód                                      | Tatuus                                        |
| Silniki                                       | Renault                                       |
| Mistrz kierowców                              | Louis Delétraz                                |
| Mistrz zespołów                               | Josef Kaufmann Racing                         |

Północnoeuropejski Puchar Formuły Renault 2.0 (ang. Formula Renault 2.0 Northem European Cup lub Formula Renault 2.0 NEC) – seria wyścigowa samochodów o otwartym nadwoziu, powstała w 2006. Powstała z połączenia niemieckiego oraz holenderskiego cyklu, powstałych w 1991 roku.

## Ogólne informacje
Seria korzysta z nadwozia firmy Tatuus oraz jednostki Renault, o pojemności dwóch litrów. Dostarczycielem opon jest francuska firma Michelin. Zawodnicy punktują według klucza: 30-24-20-17-16-15-14-13-12-11-10-9-8-7-6-5-4-3-2-1. W 2010 roku część kierowców ścigała się modelami "FR2000" i była prowadzona dla nich osobna klasyfikacja. Był to jednak jednorazowy epizod.

## Mistrzowie

### Niemiecka Formuła Renault
| Sezon | Nazwa serii                  | Mistrzowie kierowców | Mistrzowie zespołów |
| ----- | ---------------------------- | -------------------- | ------------------- |
| 1991  | Formula Renault Germany      | Joachim Beule        |                     |
| 1992  | Formula Renault Germany      | Thomas Wöhrle        |                     |
| 1993  | Formula Renault Germany      | Arnd Meier           |                     |
| 1994  | Formula Renault Germany      | Marcel Tiemann       |                     |
| 1995  | Formula Renault Germany      | Ralf Druckenmüller   |                     |
| 1996  | Formula Renault Germany      | Alex Müller          |                     |
| 1997  | Formula Renault Germany      | Robert Lechner       |                     |
| 1998  | Formula Renault Germany      | Hugo van der Ham     |                     |
| 1999  | Formula Renault Germany      | Zsolt Baumgartner    | SL Formula Racing   |
| 2000  | Nie odbyła się               | Nie odbyła się       | Nie odbyła się      |
| 2001  | Formula Renault 2000 Germany | Marcel Lasée         |                     |
| 2002  | Formula Renault 2000 Germany | Christian Klien      | Jenzer Motorsport   |
| 2003  | Formula Renault 2000 Germany | Ryan Sharp           | JD Motorsport       |
| 2004  | Formula Renault 2000 Germany | Scott Speed          | Jenzer Motorsport   |
| 2005  | Formula Renault 2.0 Germany  | Pekka Saarinen       | SL Formula Racing   |

### Holenderska Formuła Renault
| Sezon      | Nazwa serii                      | Mistrzowie kierowców | Mistrzowie zespołów   |
| ---------- | -------------------------------- | -------------------- | --------------------- |
| 1991       | Formula Renault Netherlands      | Frank ten Wolde      | Nomag Racing          |
| 1992       | Formula Renault Netherlands      |                      |                       |
| 1993       | Formula Renault Netherlands      |                      |                       |
| 1994       | Formula Renault Netherlands      |                      |                       |
| 1995       | Formula Renault Netherlands      |                      |                       |
| 1996- 2002 | Nie odbyła się                   | Nie odbyła się       | Nie odbyła się        |
| 2003       | Formula Renault 2000 Netherlands | Paul Meijer          | AR Motorsport         |
| 2004       | Formula Renault 2000 Netherlands | Junior Strous        | AR Motorsport         |
| 2005       | Formula Renault 2.0 Netherlands  | Renger van der Zande | Van Amersfoort Racing |

### Północnoeuropejska Formuła Renault
| Sezon | Mistrz kierowców       | Mistrz zespołów       | Mistrz klasy "FR2000" |
| ----- | ---------------------- | --------------------- | --------------------- |
| 2006  | Filipe Albuquerque     | JD Motorsport         |                       |
| 2007  | Frank Kechele          | Motopark Academy      |                       |
| 2008  | Valtteri Bottas        | Motopark Academy      |                       |
| 2009  | António Félix da Costa | Motopark Academy      |                       |
| 2010  | Ludwig Ghidi           | Van Amersfoort Racing | Dear Schilling        |
| 2011  | Carlos Sainz Jr.       | Koiranen bros.        |                       |
| 2012  | Jake Dennis            | Fortec Motorsports    |                       |
| 2013  | Matt Parry             | nie przyznawano       |                       |
| 2014  | Ben Barnicoat          | Josef Kaufmann Racing |                       |
| 2015  | Louis Delétraz         | Josef Kaufmann Racing |                       |